# ことばと対象
『ことばと対象』（原題：Word and Object）は、哲学者ウィラード・ヴァン・オーマン・クワインが1960年に出版した書物である。この本においてクワインは、初期の作品である1953年の『論理的観点から』（原題：From a Logical Point of View）で展開した文脈を敷衍し、『経験主義の二つのドグマ』で展開した分析的/総合的という区別に対する批判のような自らの初期の議論を再構築している。『ことばと対象』はクワインの主著であり、根源的翻訳についての思考実験と、その帰結としての翻訳の不確定性という概念が初めて登場する。